# Phường 7, Vũng Tàu
Phường 7 là một phường thuộc thành phố Vũng Tàu, tỉnh Bà Rịa – Vũng Tàu, Việt Nam.
Phường được thành lập năm 1986 trên cơ sở tách ra từ phường Thắng Nhì cũ.

## Địa lý
Phường 7 nằm ở phía bắc khu trung tâm thành phố Vũng Tàu, có vị trí địa lý:
- Phía đông giáp Phường 8 bởi đường Trương Công Định.
- Phía tây giáp phường Thắng Nhì bởi đường Lê Lợi và đường Nguyễn An Ninh.
- Phía nam giáp Phường 4
- Phía bắc giáp phường Thắng Nhì và Phường 9.

Phường có diện tích 1,63 km², dân số năm 1999 là 21.759 người, mật độ dân số đạt 13.349 người/km².

## Lịch sử
Vào thời vua Gia Long (1802-1820), để kiểm soát và bảo vệ khu vực vịnh Ghềnh Rái, cửa biển Cần Giờ, triều đình đã cử 3 đội binh lính (gọi là "thuyền") đến vùng đất Vũng Tàu trấn giữ. Ba thuyền này gồm Thắng Nhất, Thắng Nhị, Thắng Tam. Về sau, vua cho lớp lính giải ngũ và định cư thành ba làng Thắng Nhất, Thắng Nhì và Thắng Tam. Địa bàn phường 7 tương ứng với khu vực phía đông nam làng Thắng Nhì cũ.
Sau khi xâm chiếm thành công Lục tỉnh Nam Kỳ, người Pháp đã phát triển Vũng Tàu thành đô thị nghỉ dưỡng và phòng thủ chiến lược cho Sài Gòn, đặt tên là Cap Saint Jacques. Dọc theo đường Lê Lợi ngày nay (tức Route de Ben-dinh), nhà cầm quyền Pháp đặt nhiều doanh trại và cơ sở quân sự bộ binh, pháo binh và quân y viện.

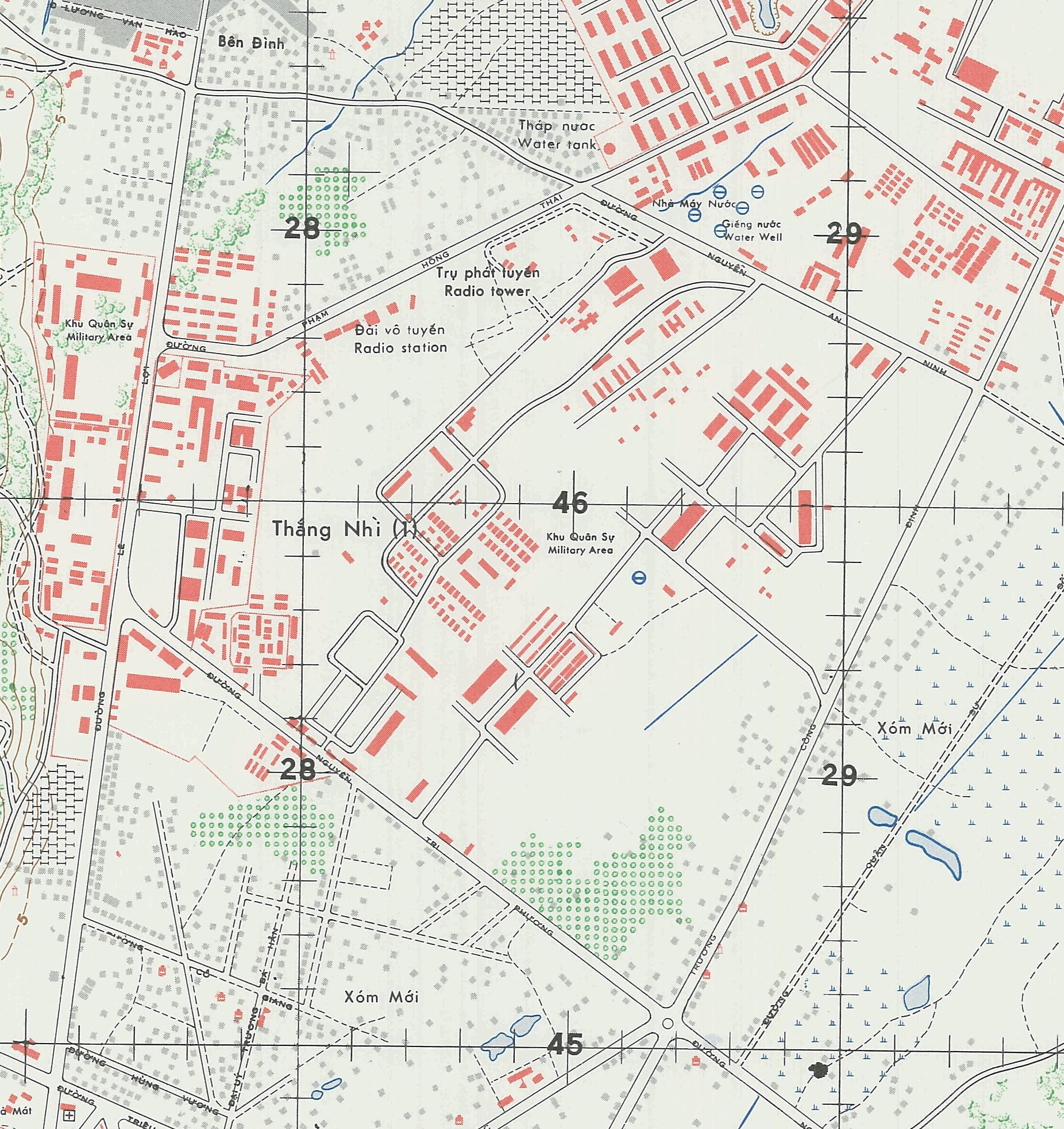
Khu vực phường 7 trên bản đồ 1969 cho thấy nhiều cơ sở quân sự

Thời kỳ chiến tranh Việt Nam, Quân lực Việt Nam Cộng Hòa và đồng minh đã xây dựng nhiều khu huấn luyện quân sự trong khu vực phường 7. Trong số các công sự này có căn cứ Tiểu đoàn 6 Binh chủng Nhảy Dù QLVNCH. Dân cư sinh sống chủ yếu ở đoạn gần đường Phạm Hồng Thái đến Đình Thắng Nhì, và đoạn dọc theo đường Trương Công Định.
Sau ngày thống nhất, chính phủ Việt Nam có chủ trương phát triển Vũng Tàu thành trung tâm hậu cần khai thác và xuất khẩu dầu mỏ, nên đã lập ra Đặc khu Vũng Tàu - Côn Đảo. Năm 1985, để hỗ trợ hơn 2,000 cán bộ, chuyên gia Liên Xô sang công tác lâu dài, chính quyền đặc khu và Tổng cục Dầu khí đã xây dựng một khu cư xá với 23 lô chung cư cao tầng riêng biệt, thường gọi là "khu 5 tầng".

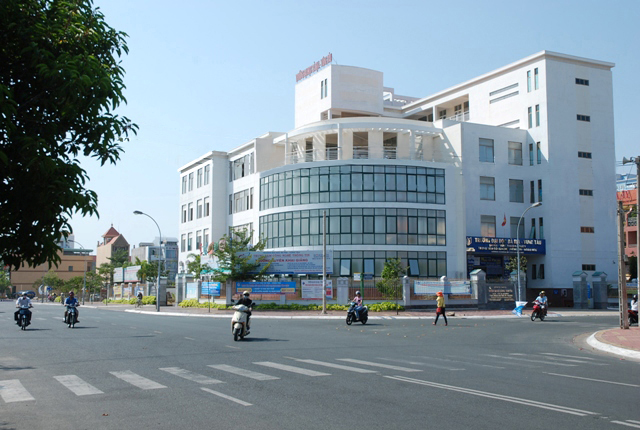
Cơ sở 2 của Đại học Bà Rịa - Vũng Tàu.

Phường 7 được thành lập vào ngày 14 tháng 5 năm 1986. Khi mới thành lập, phường trực thuộc đặc khu Vũng Tàu – Côn Đảo.
Ngày 12 tháng 8 năm 1991, đặc khu Vũng Tàu - Côn Đảo giải thể, Phường 7 trực thuộc thành phố Vũng Tàu như hiện nay.

## Hành chính

### Các phân khu
Về quản lý hành chính, phường 7 được chia thành 9 khu phố, đánh số từ 1 đến 9.
- Khu năm tầng: Khu tập thể cao tầng dành cho cán bộ công nhân viên liên doanh Vietsovpetro. Nhiều tòa nhà trong khu vực này đã chuyển thành khu phố của người Việt.
- Trung tâm thương mại phường 7: khu nhà phố xây dựng dọc theo đường Nguyễn Thái Học và kéo dài đến Nguyễn An Ninh.
- Công ty 12: khu dân cư được bao quanh bởi các đường Hoàng Văn Thụ, Hàn Mặc Tử và Trương Văn Bang. Sở dĩ có tên này là vì ở đầu đường Hoàng Văn Thụ và Nguyễn An Ninh là trụ sở Công ty xây dựng 12, nay là Idico-Conac.

### Đảng và chính quyền
Hội đồng Nhân dân và Ủy ban Nhân dân phường 7 là hai cơ quan quyền lực Nhà nước ở địa phương này. Trong đó, Hội đồng nhân dân hiện tại là hội đồng nhân dân khóa 2021-2026, được bầu tại kỳ bầu cử Quốc hội khóa XV. Đứng đầu hội đồng nhân dân là Chủ tịch Hội đồng nhân dân. Trước đó, từ năm 2008 đến 2016, phường này không có hội đồng nhân dân, do thực hiện thí điểm không tổ chức hội đồng nhân dân.
Ủy ban Nhân dân là cơ quan chấp hành của Hội đồng nhân dân. Đứng đầu ủy ban này ông Nguyễn Xuân Thanh, Chủ tịch UBND phường.
Về mặt Đảng, Đảng ủy phường 7 là cơ quan lãnh đạo của Đảng Cộng sản Việt Nam tại địa phương. Bí thư đảng ủy đương nhiệm là ông Nguyễn Công Thành.
Trụ sở Đảng ủy, Hội đồng nhân dân và Ủy ban nhân dân phường 7 đặt tại số 2 đường Trương Văn Bang, Tp. Vũng Tàu.

## Giao thông

### Đường bộ
Các tuyến phố chính đi qua địa bàn phường 7:
- Nguyễn Thái Học: là con đường mới mở sau năm 1975 và đã trải qua thi công cải tạo nhiều lần. Hiện tại con đường dài 1.2 km, rộng tới 60m với 6 làn xe chạy.
- Lê Hồng Phong: chạy dọc theo ranh giới phía nam của phường. Đây là con đường trục đông-tây của thành phố Vũng Tàu. Đoạn thuộc phường 7 kéo dài từ Lê Lợi đến Ngã Năm.
- Lê Lợi: nguyên là Route de Ben-dinh thời Pháp. Đường chạy từ ngã ba giao với đường Lê Hồng Phong đến Ngã tư Bến Đình.
- Nguyễn An Ninh: một đường trục đông-tây trọng yếu của Vũng Tàu. Đoạn thuộc phường 7 kéo dài từ Ngã tư Bến Đình, qua Ngã tư Giếng Nước tới ngã tư Nguyễn An Ninh - Trương Công Định.

### Xe buýt
Hai tuyến xe buýt số 4 (Bến xe Vũng Tàu - Bình Châu) và số 6 (Bến xe Vũng Tàu - Phú Mỹ) chạy qua địa bàn phường 7 qua hai đường Lê Lợi và Nguyễn An Ninh.
Tuyến xe buýt số 22 (Vũng Tàu - Phú Túc (Đồng Nai)) chạy qua địa bàn phường qua đường Nguyễn An Ninh.

## Giáo dục
Ở bậc tiểu học, phường 7 nằm trong địa bàn tuyển sinh của trường tiểu học Lê Lợi (các khu phố 1, 2, 3, 4 và 8), trường tiểu học Quang Trung (các khu phố 3 và 7), trường tiểu học Nguyễn Thái Học (khu phố 5), và trường tiểu học Bùi Thị Xuân (các khu phố 4 và 9).
Ở bậc trung học cơ sở, phường nằm trong tuyến tuyển sinh của các trường THCS Duy Tân, Trần Phú, Thắng Nhì, Võ Trường Toản và Nguyễn Văn Linh.
Trong phường có cơ sở đào tạo của Trường Đại học Bà Rịa - Vũng Tàu.

## Tôn giáo
- Nhà thờ Tân Châu, tọa lạc số 139 đường Phạm Hồng Thái, là nhà thờ Công giáo trực thuộc Giáo xứ Tân Châu, thành lập năm 1970 trên cơ sở nâng cấp giáo họ Bến Đình thuộc giáo xứ Vũng Tàu.[11]
- Đền thờ Đức Quan Thánh là một kiến trúc tôn giáo văn hóa do người Hoa sáng lập, tọa lạc tại số 213 đường Phạm Hồng Thái.
- Chùa Kim Liên là chùa phật giáo duy nhất trong phường, toạ lạc trong hẻm 180 Nguyễn An Ninh.
- Tịnh xá Ngọc Đăng.

## Cơ sở hạ tầng

### Thể thao - giải trí
Trên địa bàn phường có nhiều cơ sở thể thao lớn:
- Trung tâm thể thao Vietsovpetro, do Liên doanh Vietsovpetro quản lý, nằm ở Khu Năm Tầng.
- Nhà thi đấu cầu lông PVGas, nằm ở đường Trần Khánh Dư.
- CLB Thể thao OSC.
- Công viên nước Vũng Tàu tại số 36 Nguyễn Thái Học, là công viên nước giải trí duy nhất của thành phố, khai trương năm 2003.

### Y tế
- Trung tâm Y tế Thành phố Vũng Tàu, tọa lạc tại số 278 Lê Lợi, Phường 7.
- Trung tâm Y tế Vietsovpetro, tọa lạc tại đường Pasteur.

### Thương mại
- Chợ Năm Tầng là chợ truyền thống chính trong phường, tọa lạc trên đường Nguyễn Tri Phương, gần Trương Văn Bang.
- Coop Mart: là siêu thị do tập đoàn Coop quản lý, tọa lạc trong tòa nhà Hodeco Plaza.

## Các tòa nhà đáng chú ý
- Hodeco Plaza: khu phức hợp thương mại và chung cư cao 21 tầng, do Hodeco xây dựng và khánh thành năm 2008. Bên dưới chung cư có siêu thị Coop Mart.
- Tòa nhà HH1: tòa tháp đôi thương mại và chung cư hỗn hợp do liên doanh Vietsovpetro xây dựng từ năm 2012 và tạm dừng năm 2015 vì khó khăn tài chính.[12]